# Alfitomanzia
L'alfitomanzia o critomanzia è la divinazione per mezzo della farina d'orzo o di alimenti preparati con la farina d'orzo.
"Alfitomanzia" deriva dal greco "ἄλφιτον (álphiton)" (farina d'orzo) e "μαντεία (mantéia)" (divinazione), mentre "critomanzia" deriva da "χριθή (chrithḗ)" (orzo).

## Storia
L'alfitomanzia esisteva già nell'antichità (in latino: alphitomantia), ma non si sa come si praticasse. Della critomanzia (in latino crithomantia) si sa che era praticata con le focacce o coi pani offerti in sacrificio agli Dei, oppure spargendo della farina d'orzo sulle vittime sacrificate.
Nel Medioevo esisteva una pratica chiamata "alfitomanzia" per indurre la confessione: veniva preparato un pane d'orzo speciale, molto salato, tanto che diventava difficile inghiottirlo, e chi non ci riusciva veniva giudicato colpevole.
Da tale pratica medievale deriva il detto: "Se v'inganno, possa strangolarmi questo pezzo di pane".